# Shin’ya Yamanaka

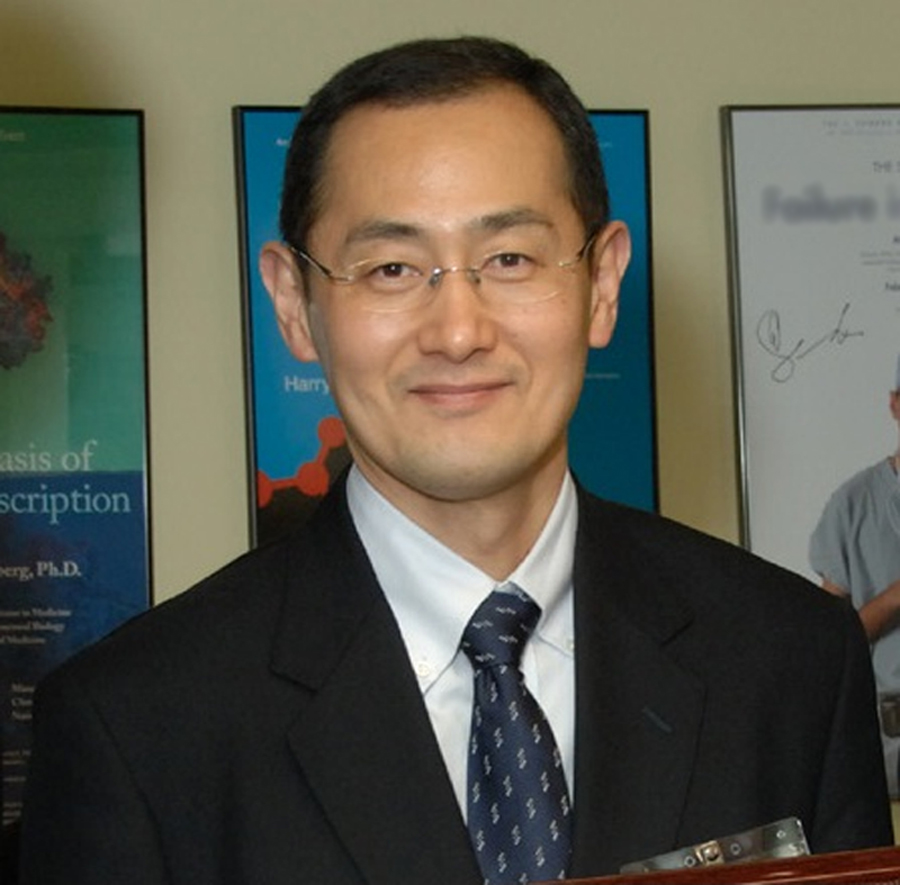
Shinya Yamanaka (2013)

Shin’ya Yamanaka (japanisch 山中 伸弥, Yamanaka Shin’ya; * 4. September 1962 in der Präfektur Osaka) ist ein japanischer Arzt und Stammzellenforscher. Er ist Direktor des Center for iPS Cell Research (CiRA) an der Universität Kyōto und Professor am Institute for Integrated Cell-Material Sciences ebenda. 2012 wurde ihm für die Entdeckung, dass ausgereifte Zellen in Stammzellen verwandelt werden können, gemeinsam mit John Gurdon der Medizin-Nobelpreis zuerkannt.

## Leben und Wirken
1987 schloss Yamanaka sein Medizinstudium an der Universität Kōbe ab, 1993 promovierte er an der Städtischen Universität Osaka. Danach absolvierte er seine Assistenzzeit in der orthopädischen Chirurgie am Staatlichen Krankenhaus Ōsaka und war als Postdoktorand am Gladstone Institute of Cardiovascular Disease in San Francisco. 2006 gelang es seiner Arbeitsgruppe und ihm am reproduktionsmedizinischen Institut der Universität Kyōto, induzierte pluripotente Stammzellen (iPS-Zellen), pluripotente Stammzellen, aus Bindegewebszellen von Mäusen zu erzeugen. 2007 gelang ihm und seiner Arbeitsgruppe am neu gegründeten Institute for Integrated Cell-Material Sciences an der Universität Kyōto der gleiche Erfolg mit menschlichen Bindegewebszellen. Als Motiv für die Wahl seines Forschungsgebietes nennt er seine Unzufriedenheit damit, dass Embryonen zerstört werden mussten, um an Stammzellen zu kommen.
Der nach ihm benannte Yamanaka-Cocktail ist ein Zellkulturmedium, das eine Mischung aus vier speziellen Molekülen enthält. In diesem Medium ist die Reprogrammierung spezieller Organzellen in Zellkulturen möglich. Mit dem Yamanaka-Cocktail wurde bei Mäusen der epigenetische Code von Nieren- und Hautzellen so verändert, dass Alterungsvorgänge in den Zellen teilweise rückgängig gemacht werden konnten. An Herzzellen war der Effekt allerdings nicht zu beobachten. In der Langlebigkeitsforschung spielt der Cocktail inzwischen eine große Rolle.

## Auszeichnungen (Auswahl)
- 2007 Meyenburg-Preis des Deutschen Krebsforschungszentrum (DKFZ) für die künstliche Herstellung von Stammzellen
- 2007 Asahi-Preis
- 2008 Robert-Koch-Preis, gemeinsam mit Hans R. Schöler und Irving L. Weissman
- 2008 Shaw Prize, gemeinsam mit Ian Wilmut und Keith Campbell
- 2008 Takeda-Medizinpreis, zusammen mit Fujiwara Tetsuo und Miyazono Kōhei
- 2009 Canada Gairdner International Award
- 2009 Albert Lasker Award for Basic Medical Research, gemeinsam mit John Gurdon
- 2010 Kyoto-Preis
- 2010 March of Dimes Prize in Developmental Biology
- 2010 BBVA Foundation Frontiers of Knowledge Award
- 2010 Balzan-Preis[6]
- 2010 Person mit besonderen kulturellen Verdiensten
- 2011 Wolf-Preis für Medizin, gemeinsam mit Rudolf Jaenisch
- 2011 Albany Medical Center Prize[7], gemeinsam mit Elaine Fuchs und James A. Thomson
- 2011 Wahl in die National Academy of Sciences
- 2012 Millennium Technology Prize[8]
- 2012 Nobelpreis für Physiologie oder Medizin, zusammen mit John Gurdon
- 2012 Kulturorden
- 2013 Breakthrough Prize in Life Sciences als einer der ersten Gewinner
- 2013 Mitglied der Päpstlichen Akademie der Wissenschaften
- 2016 Mitglied der Académie des sciences
- 2017 ordentliches Mitglied der Päpstlichen Akademie für das Leben[9]

## Schriften (Auswahl)
- Kazutoshi Takahashi, Shinya Yamanaka: Induction of Pluripotent Stem Cells from Mouse Embryonic and Adult Fibroblast Cultures by Defined Factors. In: Cell. Band 126, Nr. 4, 2006, S. 663–676, doi:10.1016/j.cell.2006.07.024.

## Trivia
In einem Interview vom 12. Dezember 2012 gibt Shin’ya Yamanaka an, dass die Lektüre der deutschen Science-Fiction-Serie Perry Rhodan wesentlichen Anteil daran gehabt habe, dass sein Interesse an der Wissenschaft geweckt wurde.